# Kostury
Kostury – mała część (kolonia) miasta Dąbrowa Górnicza w rejonie ulic Kostury i Józefa Unruga. 

## Historia
Kostury stanowiły historycznie część Bielowizny, najpierw w gminie Wojkowice Kościelne, a następnie w gminie Ząbkowice w powiecie będzińskim. Jesienią 1954 odłączono je od Bielowizny i włączono do gromady Sarnów.
1 stycznia 1966 Kostury (powierzchnia 10,29 ha) wyłączono z gromady Sarnów, włączając je do miasta Ząbkowice w tymże powiecie. 1 lutego 1977 miasto Ząbkowice (z Kosturami) stało się częścią Dąbrowy Górniczej.

## Geografia
Położone są 4,5 km na płn.-wsch. od centrum Dąbrowy Górniczej, pomiędzy zbiornikami wodnymi: Kuźnica Warężyńska – Pogoria IV (od północy), Pogoria II (użytek ekologiczny) (od pd.-wschodu) i Pogoria III (od południowego wschodu). Sąsiadują z małą kolonią Piekło.

## Komunikacja
Komunikację autobusową z centrum miasta zapewnia linia autobusowa nr 116 (Sosnowiec – Dąbrowa Górnicza – Ząbkowice Osiedle Młodych Hutników). Przez pobliskie Piekło przechodzi linia kolejowa nr 183 dla pociągów towarowych Ząbkowice – Brzeziny Śląskie ze stacją Dąbrowa Górnicza Piekło (budynek stacyjny zlikwidowany w 2005).

## Turystyka i wypoczynek
W pobliżu przepompowni wody na zbiorniku Pogoria III, utworzono ośrodek sportów wodnych.